# Xbox Live Marketplace

Logo van Xbox.

De Xbox Live Marketplace (XBLM) is een virtuele markt gemaakt voor Microsofts Xbox 360- en Xbox One-spelcomputers. Xbox Live-gebruikers kunnen hier allerlei extra producten voor de Xbox 360 en Xbox One downloaden. De service biedt een plaats waar gebruikers van Xbox Live voorbeelden van een computerspel, video's, demo's van een spel, downloadbare toevoegingen aan een spel, gamer picture (gamerplaatjes) en Xbox 360 Dashboard thema's kunnen aankopen. Een gebruiker van Xbox Live kan deze service eenvoudig aanroepen door verbinding met het internet te maken. Om voorwerpen te kunnen downloaden op de harde schijf van de Xbox 360, zijn vaak Microsoft Points nodig, een online valuta om betalingen op Xbox Live via prepaidkaarten toegankelijk te maken.

## Xbox Live Games op Aanvraag
Een update van Xbox Live op 11 augustus 2009 zorgde ervoor dat de sectie Games op Aanvraag toegevoegd werd aan Xbox Live Marketplace. Met Games op Aanvraag wordt het gebruikers van Xbox Live mogelijk gemaakt om volledige spellen te downloaden op hun Xbox 360. De volledige spelcatalogus bevat in 2011 al meer dan 200 Xbox- en Xbox 360-spellen. Niet alle spellen die uitgegeven worden, komen op Games op Aanvraag. Meestal komen de spellen alleen op Games op Aanvraag wanneer dit spel:
- Meer dan een half jaar (6 maanden) oud is.
- Het matig tot slecht verkoopt.

Soms kunnen producenten van spellen aan Microsoft aangeven dat die het spel helemaal niet op Games op Aanvraag willen. Microsoft is dan verplicht om hier gehoor aan te geven. Een voorbeeld hiervan is Forza Motorsport 3. Ook worden sommige spellen wereldwijd uitgegeven op Games op Aanvraag, maar er zijn ook spellen die alleen maar in een specifiek land of regio te verkrijgen zijn.